# Karel Eduard Stuart
Karel Eduard Stuart (známý také jako Mladý pretendent, či Bonnie Prince Charlie, celým jménem anglicky Charles Edward Louis John Casimir Silvester Maria Stuart; 31. prosince 1720, Řím – 31. ledna 1788, Řím) byl jakobitským uchazečem (pretendentem) o trůn Anglie, Skotska a Irska. Sám sebe označoval za právoplatného krále Anglie, Skotska a Irska (1766–1788) a jako takový používal jméno Karel III. Oficiálně ale nebyl ve Velké Británii nikdy králem uznán a na rozdíl od svého otce nebyl uznán dokonce ani katolickou církví. Příslušel mu pouze titul hrabě z Albany, který mu papež dovolil používat.

## Původ
Karel Eduard Stuart pocházel z rodu Stuartovců. Jeho otec byl Jakub František Stuart, katolickou církví uznaný de iure král Anglie, Skotska a Irska (de facto vládli v těchto zemích králové z hannoverské dynastie), žijící v exilu. Matkou Karla Eduarda byla Marie Klementina Sobieska, dcera Jakuba Sobieského, knížete v Olavě a vnučka polského krále Jana III. Sobieského.

## Skotské povstání 1745–1746
V roce 1745 se mladý Karel Eduard Stuart postavil do čela dobrovolnické povstalecké armády, složené ze skotských horalů (highlanderů), některých rodových klanů a části skotské šlechty. Cíl byl jasný – vyhnat z Velké Británie hannoverskou dynastii a trůn získat zpět pro Stuartovce. V první fázi se nevycvičené a nepříliš ukázněné armádě kupodivu dařilo a dosáhla Edinburghu, v němž se Karel Eduard na čas usadil. Následně postupovalo povstalecké vojsko stále více na jih, až se přiblížilo na pouhých sto mil k Londýnu, v němž zavládlo zděšení. V tom okamžiku se sešla povstalecká královská rada, která Karla Eduarda přesvědčila o tom, že vzhledem ke špatné finanční situaci a počtu vojáků, není možné Londýn obsadit. Karel Eduard byl vzteky bez sebe, ale přijal rozhodnutí rady a plán generála George Murraye. Nastal pomalý a plánovaný ústup zpět do Skotska, který se ale rychle změnil v útěk před britskou vládní armádou. Povstalecké vojsko bylo nakonec na severu země v bitvě u Cullodenu poraženo a většina jeho účastníků zabita, popravena nebo uvězněna. Vládní vojsko se tvrdě mstilo i na civilním obyvatelstvu a na dopadení Karla Eduarda byla vypsána vysoká odměna. Karel Eduard a skupinka jeho věrných přátel prchala z místa na místo, ukrývali se v jeskyních, loveckých chatrčích a někdy se o ně postarali i místní obyvatelé. Půl roku tak strávili ve strašných podmínkách, v zimě a často o hladu na všech možných okolních ostrovech, nejčastěji na Hebridách. Záchrana přišla 18. 9. 1746, kdy Karel Eduard nastoupil na připravenou loď a odjel do Francie. Ve Skotsku po sobě zanechal zkázu a zmar, ale dodnes je milovaným národním hrdinou této země.

## Neklidná léta ve vyhnanství
Po útěku ze Skotska se Karel Eduard usadil ve Francii, kde si bohatě užíval společenského života. Byl zván na plesy a do salónů, navštěvoval divadla a operu a opakovaně jej k sobě pozval i král Ludvík XV. Příliš dobře se ale Karel Eduard ve Francii necítil, jelikož zájem ze strany krále pomalu upadal a s touto narůstající lhostejností se zmenšovala i možnost, že Francie v budoucnu opět podpoří stuartovské nároky na trůn. Karlův život ztrpčovaly také pravidelně přicházející výchovně laděné dopisy od přísného otce, které byly plné rad, pokynů a výčitek, týkajících se synova nevhodného jednání a chování. S odmítnutím další finanční podpory se Karel setkal také ve Španělsku, což ho rozladilo ještě víc. Po svém návratu ze Španělska zpět do Paříže (roku 1747) začal Karel Eduard vést velmi rozmařilý a finančně náročný život a jeho otec byl nespokojen stále víc. Poprvé ve svém životě si Karel pořídil oficiální milenku, Marii Luisu, kněžnu de Talmond, rozenou Jablonowskou, která byla sestřenicí královny Marie Leszczyńské. Zároveň se ale odmítal vzdát svého plánu donutit Francii k vystrojení nové výpravy proti hannoverské dynastii. Jeho úsilí bylo marné. Roku 1748 začala mírová jednání v Cáchách a součástí dohod bylo i rozhodnutí, že v exilu žijící Stuartovci mají zákaz pobývat na území všech smluvních stran. Karel Eduard byl tedy Ludvíkem XV. slušně požádán, aby ihned opustil Francii. Královu prosbu odmítl a v prosinci 1748 byl zatčen. Dobrovolně pak odešel do Avignonu. Na nátlak anglické vlády opustil Karel Eduard i Avignon a od té chvíle se zřejmě pod cizím jménem toulal po celé Evropě. Tajně několikrát navštívil Francii a svou milenku de Talmond. V roce 1750 našel dokonce tolik odvahy, že se pod cizím jménem vydal i do Anglie, kde se v Londýně sešel s jakobity. Poté navštívil Prusko a snažil se vyjednat podporu pro své další politické plány. V roce 1752 se usadil v Gentu. V té době mělo proběhnout další spiknutí proti hannoverské dynastii a pokus o nastolení Karla Eduarda Stuarta jako krále Velké Británie, známé jako Elibankova konspirace, které ale opět skončilo prozrazením a zatčením hlavních aktérů.

## Karel a Klementýna
Zklamaný Karel Eduard a jeho nová milenka Klementýna Walkinshawová tedy žili dále v Gentu, kde se jim 29. 10. 1752 narodila dcera Charlotta. Finanční situace milenců byla velmi špatná a svým nemanželským vztahem navíc pobuřovali nejen měšťany Gentu, Bruselu a Basileje, ale také přísného Karlova otce Jakuba Františka Stuarta. Ten se po celá ta léta díval na Karlovo chování se zděšením a marně ho v dopisech napomínal a nabádal jak správně jednat. Zároveň byl ale pro Karla jediným zdrojem příjmů, které svému nezdárnému synovi pravidelně posílal. Vypuknutí sedmileté války opět oživilo naděje Stuartovců a jakobitů, ale Karel Eduard tehdy o politiku přestal projevovat zájem. Žil v Basileji, zanedlouho přesídlil do vévodství Bouillon, kde panoval jeho strýc, Charles Godefroy de la Tour d'Auvergne, který mu poskytl k užívání svůj zámek. Karel měl konečně pocit, že může žít s Klementýnou a dcerou Charlottou v poklidu a soukromí. Právě v tom okamžiku ho ale jeho milenka i s dítětem opustila. Důvodem byla zřejmě Karlova žárlivost, jeho alkoholismus a také fyzické násilí, kterého se na Klementýně často dopouštěl. K útěku jí dopomohl Karlův otec Jakub František Stuart, který Klementýně slíbil finanční podporu na další živobytí, pokud od jeho syna odejde.

## Další pokus o získání trůnu
V době francouzsko-anglické války poslal pro Karla Eduarda král Ludvík XV. a slíbil podporu na další Karlův vojenský vpád do Velké Británie. V tomtéž období, roku 1758, vydal Karel Eduard své prohlášení o opuštění římské katolické církve, v níž svým budoucím poddaným ve Velké Británii slíbil, že se u nich už brzy objeví jako protestantský princ. Veškerá snaha opět nedošla naplnění a vojenská výprava se nerealizovala. Znechucený Karel Eduard opustil Paříž a vrátil se zpět do Bouillonu.

## Spory s papežem
Koncem roku 1765 se vydal za svým umírajícím otcem do Říma, ale na místo dorazil pozdě, téměř měsíc po otcově smrti. Sešel se tu ale se svým bratrem Jindřichem Benediktem, kardinálem z Yorku, který se marně snažil pro Karla získat královský titul po zemřelém otci. Papež tento požadavek rezolutně odmítl, jelikož Karel Eduard již nebyl příslušníkem katolické církve a navíc už o podporu stuartovské věci v té době neprojevoval nikdo zájem. Francie a Španělsko ubezpečily britského krále Jiřího III., že nemají v úmyslu dále podporovat Karlovy nároky na trůn a papež z této situace vycházel. Karel propadl ještě více alkoholismu a rok téměř neopouštěl palác Muti, který zdědil po otci. Bratr Jindřich ho nakonec přesvědčil, že pokud chce nadále žít v Římě, musí se s papežem usmířit, což se také stalo. Karel sice nezískal od papeže vytoužený královský titul, ale mohl oficiálně používat titul hrabě z Albany a římská šlechta ho přijala do svých řad. Od té chvíle vedl poklidný život, chodil do společnosti, věnoval se lovu a hudbě.

## Manželství
Karel Eduard se 17. 4. 1772 v Maceratě oženil s dvacetiletou princeznou Luisou Stolberg-Gedern. Znovu se pokoušel na papeži vymáhat udělení královského titulu de iure a byl odmítnut. Manželství se také příliš nevydařilo. Zpočátku bylo šťastné, ale postupem času se začali oba manželé dopouštět vzájemné nevěry a jejich životní cesty se rozešly. Karel zase propadl alkoholismu, nesmírně ztloustl, trápilo ho astma a pohyboval se jen s obtížemi. V roce 1774 opustili manželé Řím a usadili se u přátel ve Florencii. Jejich vztah se neustále zhoršoval. V roce 1777 se Karlova žena seznámila ve Florencii s básníkem hrabětem Vittoriem Alfierim a ten se stal jejím novým milencem. Mladá Luisa se rozhodla stárnoucího manžela opustit a využila první vhodné příležitosti. Poté, co ji opilý Karel Eduard jednoho dne napadl a ztloukl, což mohlo potvrdit několik svědků, uprchla Luisa do kláštera. Na návrh Karlova bratra Jindřicha Benedikta, který se jí ujal, aniž něco tušil o její manželské nevěře, přešla do římského uršulinského kláštera a zařídila si to, že jí papež vyplácel polovinu důchodu jejího manžela. Přesvědčila rovněž francouzskou královnu Marii Antoinettu, aby přiměla svého manžela, krále Ludvíka XVI. také ke zvýšení jejího důchodu. Štědře se k Louise zachoval i švagr, kardinál Jindřich Benedikt Stuart. Finančně dobře zajištěná Luisa opustila klášter a začala se opět scházet se svým milencem Alfierierim, s nímž pak spokojeně žila dva roky. V roce 1783 se Karel Eduard osobně sešel se svým bratrem Jindřichem Benediktem a vypověděl mu celou pravdu o mileneckém poměru své manželky. Jindřich Benedikt se rozezlen vrátil zpět do Říma a vše sdělil papeži Piu VI., který byl chováním milenců pobouřen stejně jako Jindřich. Alfieri musel ihned opustit Řím a Louisa byla poslána do vyhnanství ve vesnici Genzana. V té době ve Florencii navštívil Karla Eduarda jeho velký obdivovatel, švédský král Gustav III. Byl ale otřesen tím, co spatřil: kdysi legendární první rytíř Evropy, Karel Eduard Stuart, vedl nyní bídný život, plný sebelítosti a nespokojenosti se světem. Gustav III. se rozhodl pomoci – svému idolu věnoval značnou sumu peněz, přiměl španělského krále, aby rovněž vypomohl a jednoho ze svých dvořanů, Carla Sparra pověřil tím, aby nějak rozumně vyřešil manželskou rozluku Karla Eduarda s Luisou. Dohoda byla rychle uzavřena. Karel a Luisa sice zůstali manželi, ale Luisa zároveň získala naprostou volnost pohybu a rozhodování. Za tento ústupek se vzdala části svých příjmů a musela svému muži vrátit veškeré šperky a 1690 knih, které si přivlastnila.

## Poslední léta života
Několik měsíců po rozluce s Luisou, napsal osamělý a všemi opuštěný Karel Eduard dopis své bývalé milence Klementýně Walkinshawové, ve kterém jí navrhl, aby k němu poslala jejich dceru Charlottu, kterou on oficiálně uzná za svou a ona se tak stane jeho dědičkou. Charlotta opustila své tři děti a v roce 1784 se skutečně objevila ve Florencii. Přestože byla sama vážně nemocná, začala se starat o svého otce. Dohlížela na to, aby pravidelně jedl a chodil čistě oblečen a dokonce se jí podařilo zmírnit jeho zálibu v alkoholu. Usmířila ho také s bratrem Jindřichem Benediktem a marně se pokoušela usmířit otce i se svou matkou. V roce 1785 se Karel Eduard přestěhoval s dcerou zpět do Říma, který před lety opustil. Charlotta se stala rychle součástí římského společenského života, zatímco Karel Eduard se věnoval své milované hudbě. Vedli příjemný a poklidný život až do chvíle, kdy vážně nemocný Karel Eduard dostal záchvat mrtvice, po němž 30. 1. 1788 zemřel. Papež Pius VI. odmítl zemřelému vypravit královský pohřeb a tak Jindřich Benedikt převezl ostatky svého bratra k sobě, do Frascati. Dnes jsou tyto ostatky pohřbeny v bazilice svatého Petra v Římě. Posledním stuartovským uchazečem o trůn Velké Británie se stal po Karlově smrti jeho mladší bratr kníže kardinál Jindřich Benedikt Stuart, který po zbytek života usiloval o to, aby byl mezinárodně uznán de iure králem Velké Británie. Velmi se ho proto dotklo, když roku 1792 papež Pius VI. formálně uznal za krále Velké Británie Jiřího III. Jindřich Benedikt Stuart zemřel roku 1804 a byl posledním pretendentem trůnu z rodu Stuartovců. Vdova po Karlovi, Luisa, žila se svým milencem hrabětem Vittoriem Alfierim až do jeho smrti roku 1803. V pozdním věku se stala živou legendou a proudily za ní davy turistů z Anglie, toužících na vlastní oči spatřit vdovu po pretendentu Karlu Eduardu Stuartovi a múzu a životní lásku slavného básníka Vittoria Alfieriho. Luisa si také vymohla vyplácení důchodu od britské královské rodiny, která byla původem z dříve nepřátelské hannoverské dynastie, a žila tak v blahobytu až do své smrti roku 1824. Ještě za svého života se sešla také s císařem Napoleonem Bonapartem, který jí sdělil, že kdyby měla s Karlem Eduardem Stuartem syna, učinil by z něj nyní krále Velké Británie.

## Vývod z předků
|                     |                                      |  |                |                                     |  |  |  |  |  |  |  | Jakub I. Stuart |
|                     |                                      |  |                |                                     |  |  |  |  |  |  |  |                 |
|                     | Karel I. Stuart                      |  |                |                                     |  |  |  |  |  |  |  |                 |
|                     |                                      |  |                |                                     |  |  |  |  |  |  |  |                 |
|                     |                                      |  |                | Anna Dánská                         |  |  |  |  |  |  |  |                 |
|                     |                                      |  |                |                                     |  |  |  |  |  |  |  |                 |
|                     | Jakub II. Stuart                     |  |                |                                     |  |  |  |  |  |  |  |                 |
|                     |                                      |  |                |                                     |  |  |  |  |  |  |  |                 |
|                     |                                      |  |                | Jindřich IV. Francouzský            |  |  |  |  |  |  |  |                 |
|                     |                                      |  |                |                                     |  |  |  |  |  |  |  |                 |
|                     | Henrietta Marie Bourbonská           |  |                |                                     |  |  |  |  |  |  |  |                 |
|                     |                                      |  |                |                                     |  |  |  |  |  |  |  |                 |
|                     |                                      |  |                | Marie Medicejská                    |  |  |  |  |  |  |  |                 |
|                     |                                      |  |                |                                     |  |  |  |  |  |  |  |                 |
|                     | Jakub František Stuart               |  |                |                                     |  |  |  |  |  |  |  |                 |
|                     |                                      |  |                |                                     |  |  |  |  |  |  |  |                 |
|                     |                                      |  |                | František I. Estenský               |  |  |  |  |  |  |  |                 |
|                     |                                      |  |                |                                     |  |  |  |  |  |  |  |                 |
|                     | Alfons IV. d'Este                    |  |                |                                     |  |  |  |  |  |  |  |                 |
|                     |                                      |  |                |                                     |  |  |  |  |  |  |  |                 |
|                     |                                      |  |                | Marie Kateřina Farnese              |  |  |  |  |  |  |  |                 |
|                     |                                      |  |                |                                     |  |  |  |  |  |  |  |                 |
|                     | Marie Beatrice d'Este                |  |                |                                     |  |  |  |  |  |  |  |                 |
|                     |                                      |  |                |                                     |  |  |  |  |  |  |  |                 |
|                     |                                      |  |                | Girolamo Martinozzi                 |  |  |  |  |  |  |  |                 |
|                     |                                      |  |                |                                     |  |  |  |  |  |  |  |                 |
|                     | Laura Martinozzi                     |  |                |                                     |  |  |  |  |  |  |  |                 |
|                     |                                      |  |                |                                     |  |  |  |  |  |  |  |                 |
|                     |                                      |  |                | Laura Markéta Mazzarini             |  |  |  |  |  |  |  |                 |
|                     |                                      |  |                |                                     |  |  |  |  |  |  |  |                 |
| Karel Eduard Stuart |                                      |  |                |                                     |  |  |  |  |  |  |  |                 |
|                     |                                      |  |                |                                     |  |  |  |  |  |  |  |                 |
|                     |                                      |  | Jakub Sobieski |                                     |  |  |  |  |  |  |  |                 |
|                     |                                      |  |                |                                     |  |  |  |  |  |  |  |                 |
|                     | Jan III. Sobieski                    |  |                |                                     |  |  |  |  |  |  |  |                 |
|                     |                                      |  |                |                                     |  |  |  |  |  |  |  |                 |
|                     |                                      |  |                | Teofila Žofie Sobieská              |  |  |  |  |  |  |  |                 |
|                     |                                      |  |                |                                     |  |  |  |  |  |  |  |                 |
|                     | Jakub Ludvík Sobieski                |  |                |                                     |  |  |  |  |  |  |  |                 |
|                     |                                      |  |                |                                     |  |  |  |  |  |  |  |                 |
|                     |                                      |  |                | Henri Albert de La Grange d'Arquien |  |  |  |  |  |  |  |                 |
|                     |                                      |  |                |                                     |  |  |  |  |  |  |  |                 |
|                     | Marie Kazimíra d’Arquien             |  |                |                                     |  |  |  |  |  |  |  |                 |
|                     |                                      |  |                |                                     |  |  |  |  |  |  |  |                 |
|                     |                                      |  |                | Françoise de la Châtre              |  |  |  |  |  |  |  |                 |
|                     |                                      |  |                |                                     |  |  |  |  |  |  |  |                 |
|                     | Marie Klementina Sobieska            |  |                |                                     |  |  |  |  |  |  |  |                 |
|                     |                                      |  |                |                                     |  |  |  |  |  |  |  |                 |
|                     |                                      |  |                | Wolfgang Vilém Falcko-Neuburský     |  |  |  |  |  |  |  |                 |
|                     |                                      |  |                |                                     |  |  |  |  |  |  |  |                 |
|                     | Filip Vilém Falcký                   |  |                |                                     |  |  |  |  |  |  |  |                 |
|                     |                                      |  |                |                                     |  |  |  |  |  |  |  |                 |
|                     |                                      |  |                | Magdalena Bavorská                  |  |  |  |  |  |  |  |                 |
|                     |                                      |  |                |                                     |  |  |  |  |  |  |  |                 |
|                     | Hedvika Alžběta Amálie Sobieská      |  |                |                                     |  |  |  |  |  |  |  |                 |
|                     |                                      |  |                |                                     |  |  |  |  |  |  |  |                 |
|                     |                                      |  |                | Jiří II. Hesensko-Darmstadtský      |  |  |  |  |  |  |  |                 |
|                     |                                      |  |                |                                     |  |  |  |  |  |  |  |                 |
|                     | Alžběta Amálie Hesensko-Darmstadtská |  |                |                                     |  |  |  |  |  |  |  |                 |
|                     |                                      |  |                |                                     |  |  |  |  |  |  |  |                 |
|                     |                                      |  |                | Žofie Eleonora Saská                |  |  |  |  |  |  |  |                 |
|                     |                                      |  |                |                                     |  |  |  |  |  |  |  |                 |